# Foghat (álbum de 1972)
Foghat es el álbum de estudio debut de la banda de rock inglesa con sede en Estados Unidos Foghat . El primero de sus dos álbumes homónimos, fue lanzado en 1972 por Bearsville Records . El productor de este álbum es Dave Edmunds.

## Lista de canciones
- "I Just Want to Make Love to You" (Willie Dixon) - 4:21
- "Trouble Trouble" (Dave Peverett) - 3:20
- "Leavin' Again (Again!)" (Peverett, Tony Stevens) - 3:36
- "Fool's Hall of Fame" (Peverett) - 2:58
- "Sara Lee" (Peverett, Rod Price) - 4:36
- "Highway (Killing Me)" (Peverett, Price) - 3:51
- "Maybellene" - 3:33 (Chuck Berry)
- "A Hole to Hide In" (Peverett, Price, Roger Earl) - 4:06
- "Gotta Get to Know You" (Deadric Malone, Andre Williams) - 7:44